# Panemeria arbuti
Panemeria arbuti är en fjärilsart som beskrevs av Fabricius 1775. Panemeria arbuti ingår i släktet Panemeria och familjen nattflyn. Inga underarter finns listade i Catalogue of Life.